# Stara Synagoga w Gdańsku
Stara Synagoga w Gdańsku – synagoga w Gdańsku przy ulicy Szerokiej (Główne Miasto), dawnej Breitgasse 130-131. Synagoga funkcjonowała do 1887 roku.

## Historia
Pod koniec XVIII wieku w pobliżu bramy ulicy Szerokiej, w starym nieużywanym spichlerzu została założona pierwsza synagoga, która spłonęła 19 czerwca 1858 roku. Na jej miejscu w 1859 roku wybudowano nową synagogę. Jej uroczyste otwarcie i wniesienie zwojów Tory nastąpiło 27 września 1859 roku. Synagoga była czynna do 1887 roku, kiedy to uroczyście przeniesiono zwoje Tory do nowo wybudowanej pobliskiej Wielkiej Synagogi. Na przełomie XIX i XX wieku na jej miejscu znajdował się dom mieszkalny. Na początku XX wieku na posesji zbudowano fabrykę mydła, która działała do 1945 roku. Później na jej miejscu zbudowano skwer im. Dariusza Kobzdeja.